# Renault Mégane
La Renault Mégane est la désignation commerciale de cinq générations de véhicules du segment C du constructeur automobile Renault depuis 1995. Elle succède à la Renault 19, produite entre 1988 et 1997.

## Historique
La première génération est présentée durant le mois de septembre 1995 avant d'être commercialisée le 18 novembre.
La seconde génération, présentée en 2002, marque une rupture par rapport au design de la première version.
La troisième génération est présentée à l'ouverture du Mondial de l'automobile de Paris le 4 octobre 2008.
La quatrième génération est présentée au salon de Francfort 2015 puis commercialisée début 2016.
La Megane E-tech Electric est présentée au premier salon de Munich en septembre 2021. Elle ne remplace pas directement la 4e génération qui continue sa commercialisation en parallèle.

### Présentation
Toutes les générations de Mégane berline et break ont été produites dans l'usine Renault de Palencia en Espagne. Les versions coupé cabriolet des Mégane II et III sont toutefois produites dans l'usine Renault de Douai dans le Nord.

## Aperçu des générations
- Renault Mégane I (1995–2009, 2002 en Europe)
- Renault Mégane II (2002–2012, 2008 en Europe)
- Renault Mégane III (2008–2016)
- Renault Mégane IV (2015–....)
- Renault Megane E-Tech Electric (Renault Mégane V) (2022–....)

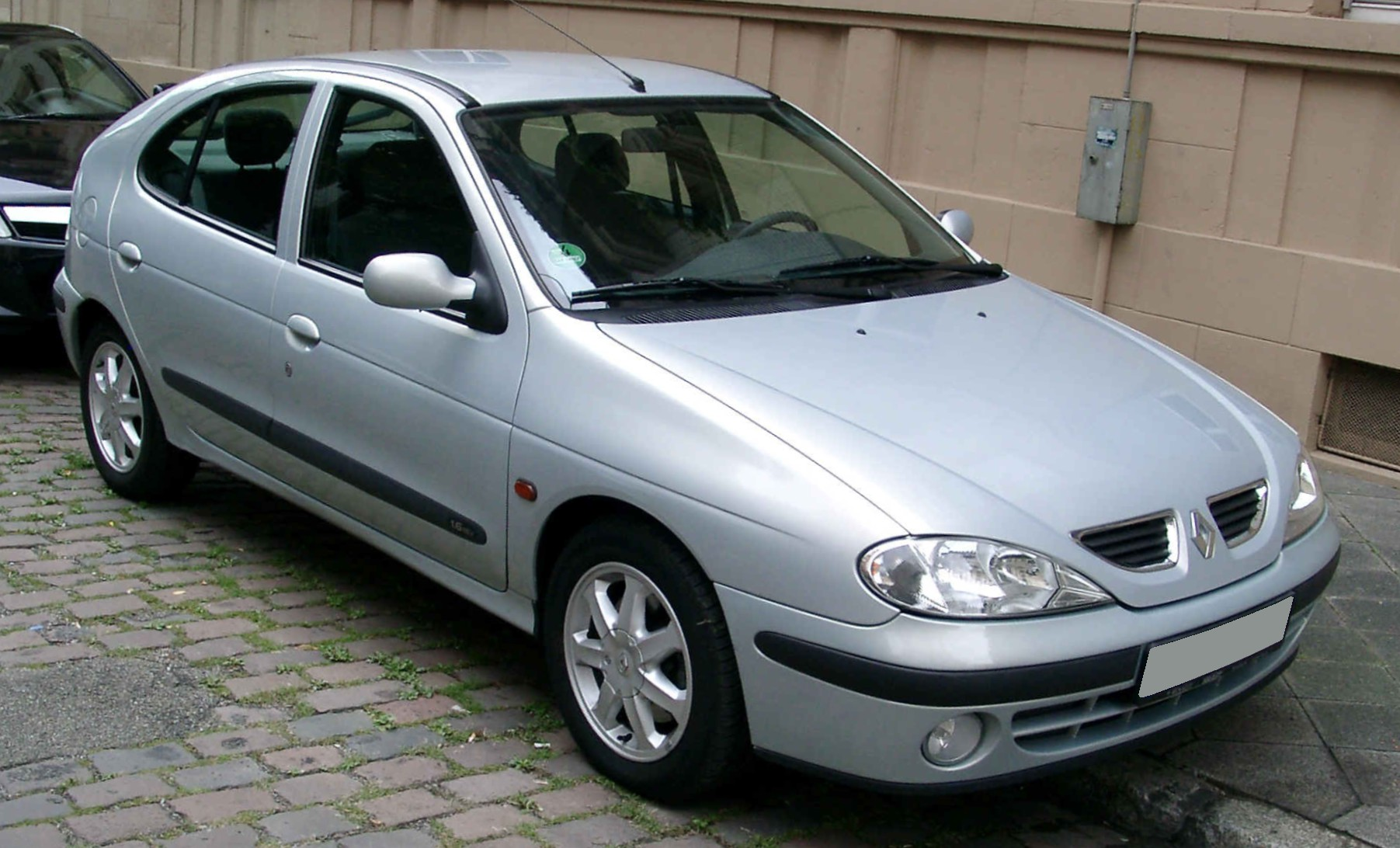
Mégane I 1995–2002
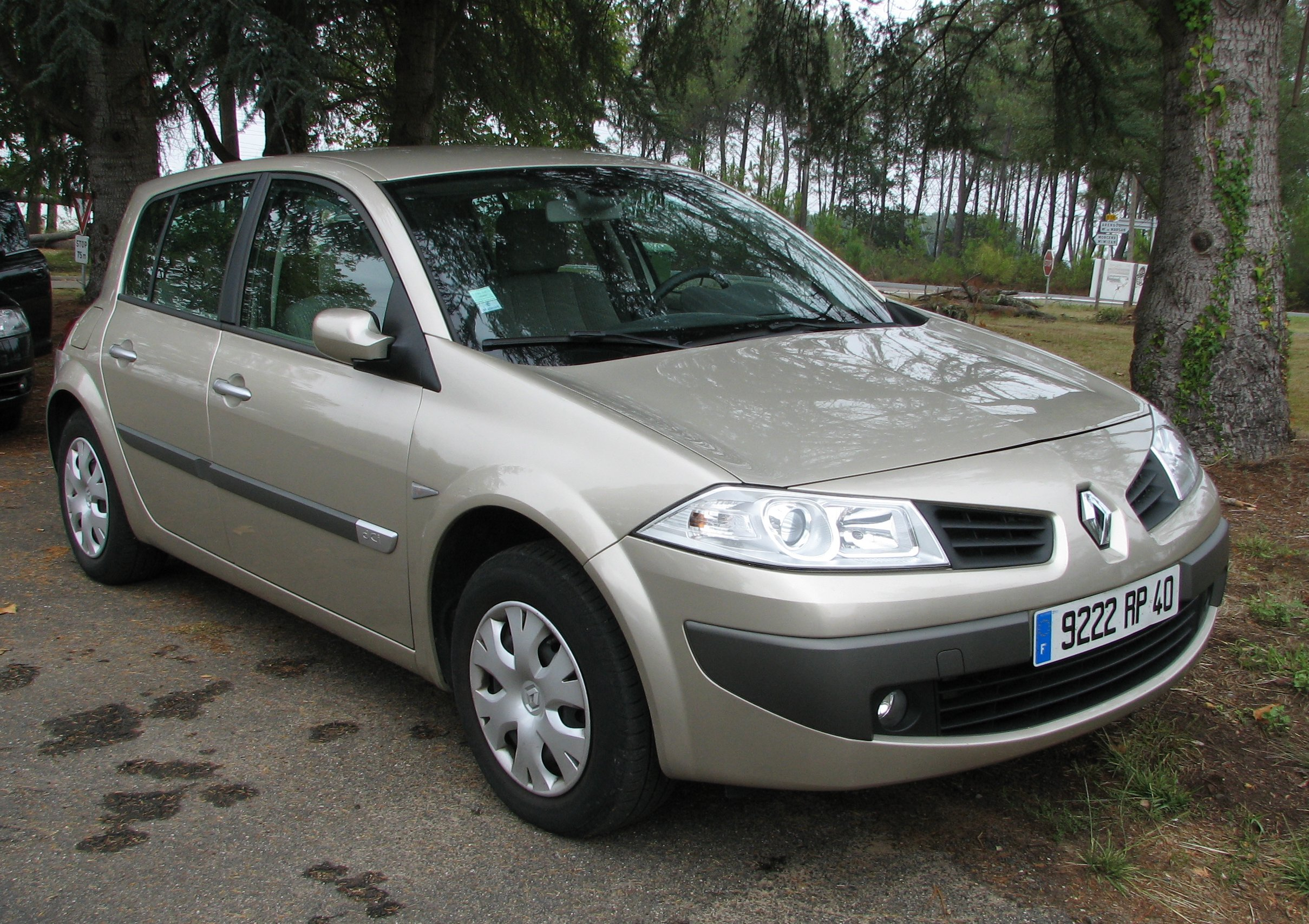
Mégane II 2002 – 2008
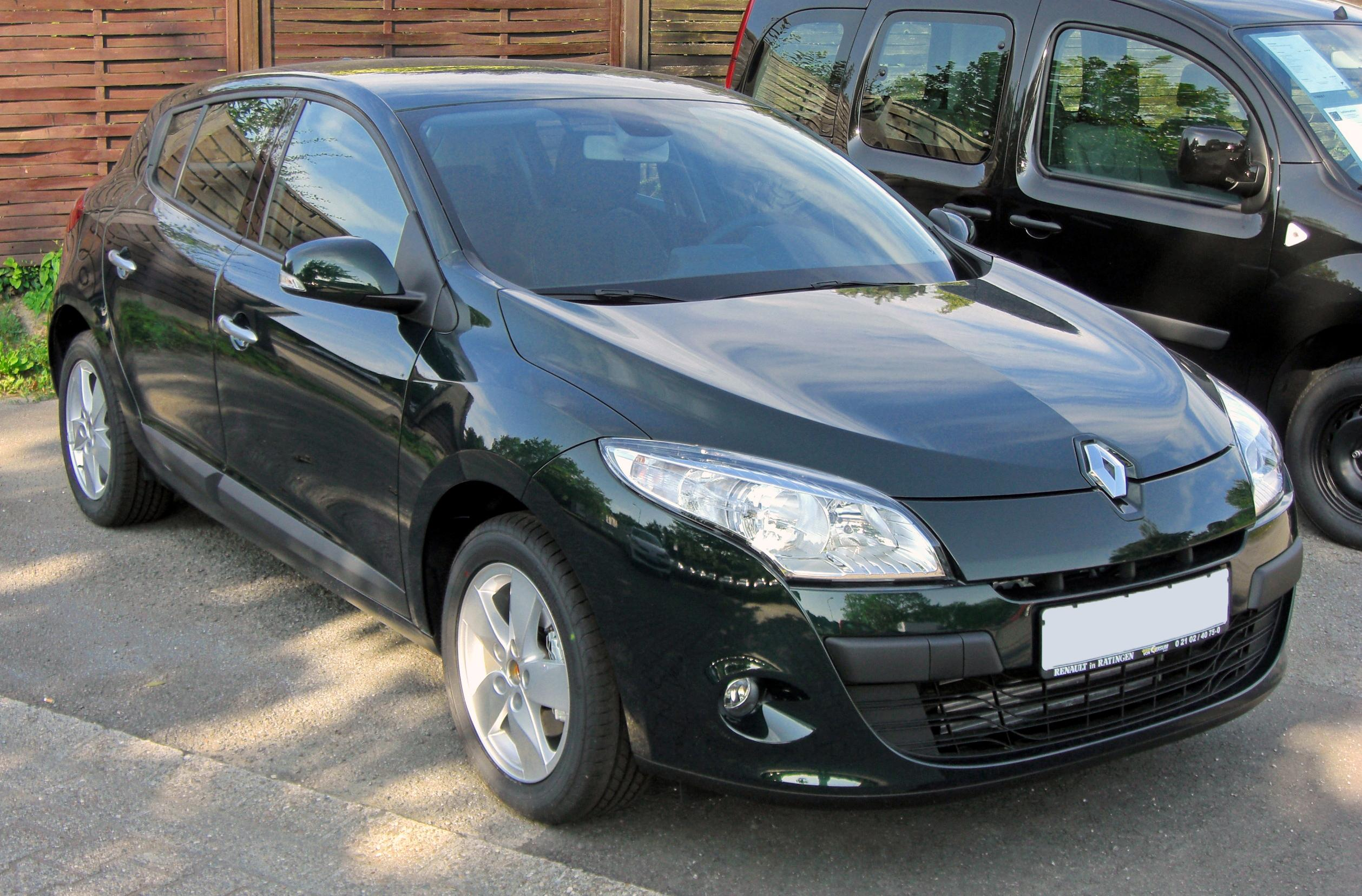
Mégane III 2008–2016
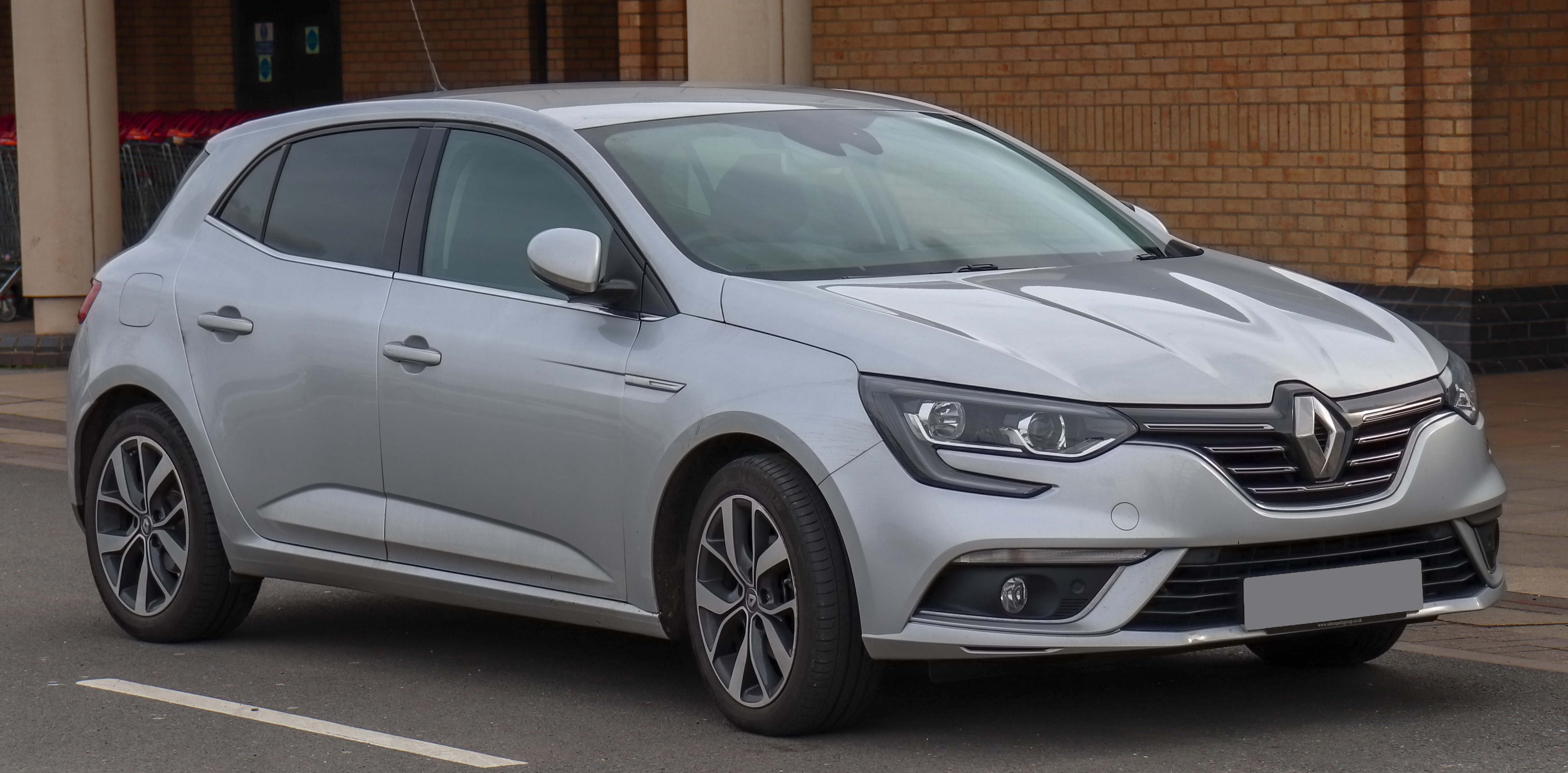
Mégane IV 2015–
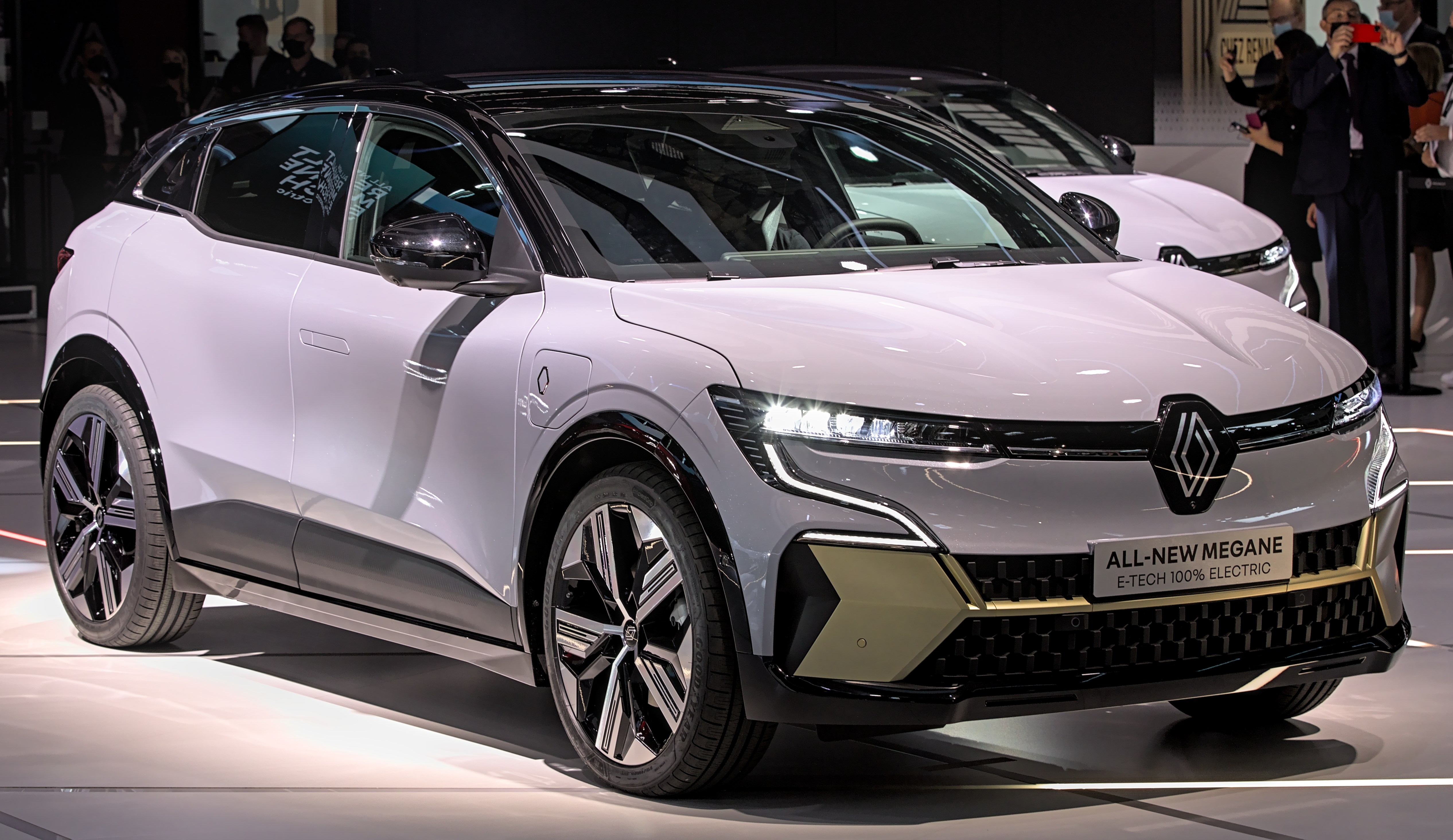
Megane E-tech Electric (Mégane V) 2022–